# Kościół św. Anny w Trnawie

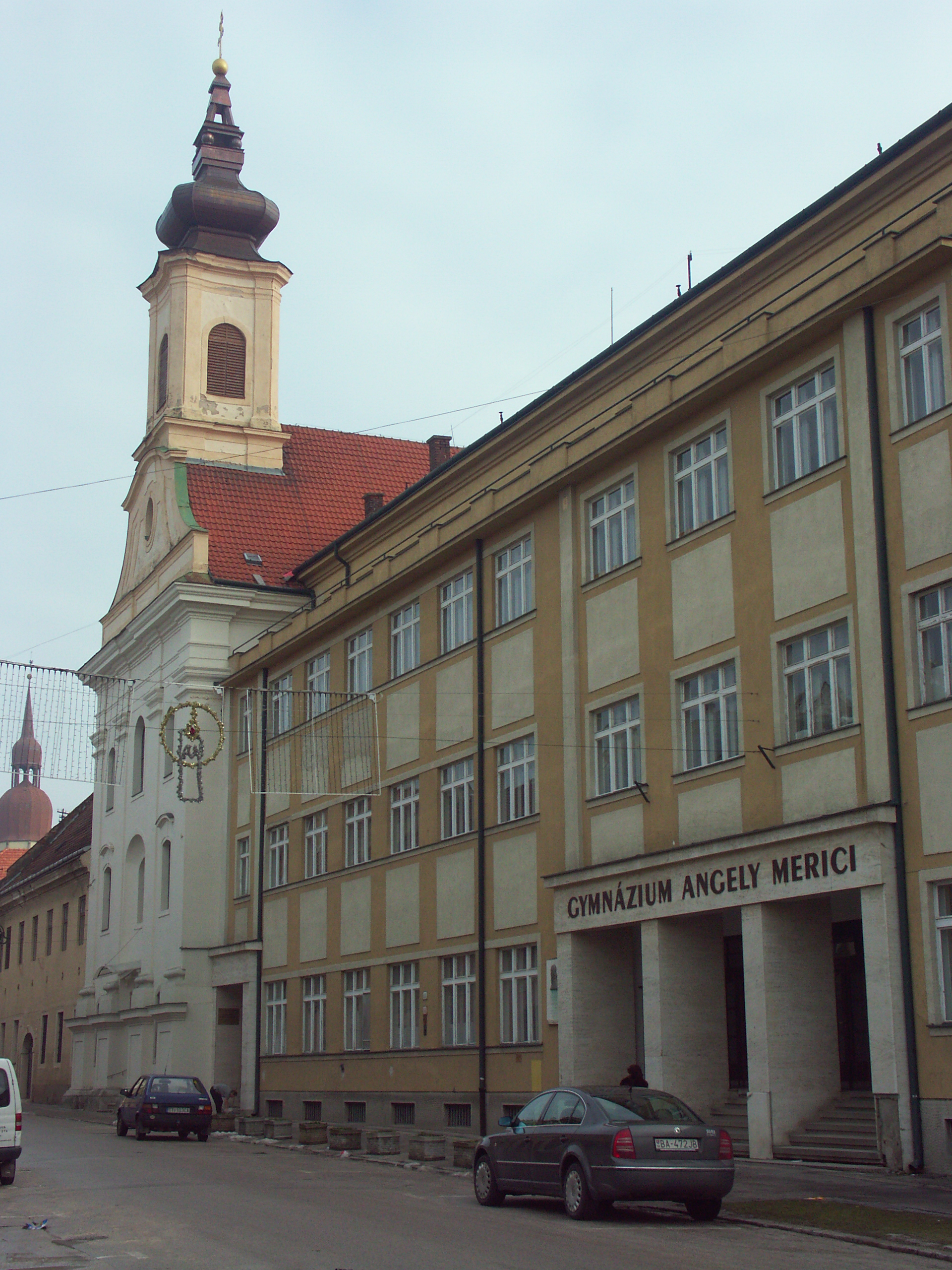
Kościół św. Anny i gimnazjum św. Anieli Merici

Kościół św. Anny w Trnawie (słow. kostol sv. Anny v Trnave) – XVIII-wieczny kościół obrządku rzymskokatolickiego w Trnawie w zachodniej Słowacji, pierwotnie klasztorny zakonu urszulanek.

## Położenie
Kościół mieści się przy ul. Hviezdoslavovej, na wschód od placu św. Trójcy (słow. Trojičné námestie), w samym centrum historycznego starego miasta Trnawy.

## Historia
Urszulanki zostały sprowadzone do Trnawy w 1724 r. z inicjatywy biskupa Emeryka Esterházy'ego (1663–1745), późniejszego arcybiskupa ostrzyhomskiego i prymasa Węgier. Już w 1730 r. rozpoczęły budowę kościoła, która trwała aż do roku 1776. Za patronkę świątyni przyjęły św. Annę, matkę Panny Marii. Po dwóch stronach świątyni powstały dwa skrzydła zabudowań klasztornych. Koszty budowy i wyposażenia były pokrywane z wiana wnoszonego przez wstępujące do zakonu nowicjuszki oraz z datków donatorów. Wielkim dobroczyńcą świątyni i klasztoru była cesarzowa Maria Teresa Habsburg, która często odwiedzała urszulanki w Trnawie.

## Architektura
Kościół murowany, późnobarokowy. Jednonawowy, o rzadko spotykanym na Słowacji eliptycznym rzucie nawy, z czworobocznym prezbiterium. Fasada wtopiona w zabudowę ulicy, trójosiowa, trzy rzędy otworów okiennych z wejściem pośrodku najniższej kondygnacji rozdzielone szerokimi pilastrami. Fasada zamknięta wydatnym gzymsem, nad którym fronton o wolutowych krawędziach, zwieńczony czworoboczna wieżą, nakrytą barokowym, baniastym hełmem z latarnią.
W ołtarzu głównym obraz autorstwa Jozefa Zanussiego, przedstawiający św. Annę z Marią Panną. W nawie kościoła inny obraz Zanussiego, przedstawiający Chrystusa na Górze Oliwnej. Po zach. stronie nawy, pod ołtarzem Marii Panny, cynowa trumna, kryjąca szczątki tzw. męczenników koszyckich, które pierwotnie spoczywały w miejscowym klasztorze klarysek.
Zachodnie skrzydło klasztoru urszulanek zostało zburzone w 1942 r. Na jego miejscu wzniesiono budynek żeńskiego gimnazjum św. Anieli Merici (słow. gymnázium sv. Angely Merici).
Od 1963 r. kościół znajduje się w wykazie Narodowych zabytków kultury Republiki Słowackiej (słow. Národná kultúrna pamiatka SR).